# 43 Eskadra Towarzysząca

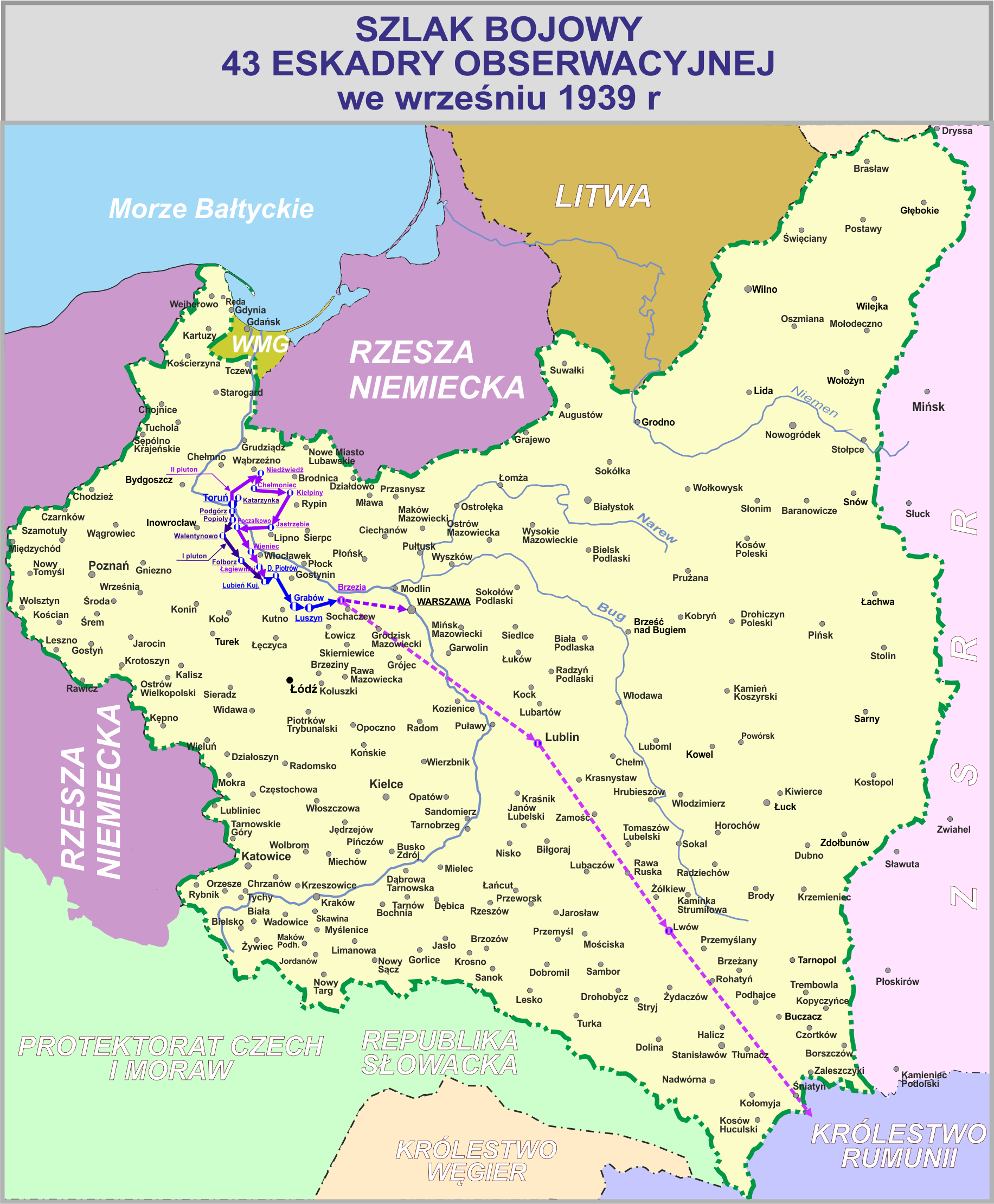

43 eskadra towarzysząca – pododdział lotnictwa Wojska Polskiego w II Rzeczypospolitej.
W 1929 w Toruniu została utworzona 43 eskadra towarzysząca. W kampanii wrześniowej, jako eskadra obserwacyjna, walczyła w składzie Armii „Pomorze”.
Godło eskadry:
- „Chrabąszcz” w kolorze czarnym, z błękitnobiałymi końcówkami skrzydeł na tle białego pięcioboku z czerwoną obwódką.

## Formowanie, szkolenie i zmiany organizacyjne
43 eskadra towarzysząca został sformowana na podstawie rozkazu dowódcy 4 pułku lotniczego w Toruniu nr 150/29 z 1 lipca 1929, wydanym w wykonaniu rozkazu Ministra Spraw Wojskowych nr 1513/29 tjn. Og.-Org.
Początkowo utworzono dwa plutony po trzy samoloty. Na ich uzbrojeniu znajdowały się samoloty różnych typów m.in. Potez XV, Potez XXVII, Hanriot 28 i PWS-5. Eskadra wchodziła w skład I dywizjonu liniowego.
W lipcu 1930 eskadra poleciała na swoją pierwszą szkołę ognia lotniczego na poligon Toruń-Podgórze.
W drugiej połowie 1930 przystąpiono do organizacji III/43 plutonu.
Na przełomie czerwca i lipca  1931, I/43 pluton wziął udział w ćwiczeniach szkieletowych w rejonie Brześcia. Wyniki pracy załóg potwierdziły przydatność lotnictwa towarzyszącego dla potrzeb bliskiego wsparcia i łączności lotniczej między sztabami. W lipcu eskadra otrzymała pierwsze samoloty PZL Ł-2.
W sierpniu i wrześniu I/43 pluton współpracował podczas ćwiczeń na Pomorzu z Brygadą Kawalerii „Toruń”. Pozostałe plutony, startując z lotniska Sławkowo, działały na korzyść 18 pułku ułanów. Latając w trudnych warunkach atmosferycznych, uszkodzono 2 PWS-5. W grudniu wszystkie trzy plutony zostały wyposażone w samoloty PZL Ł-2.
W czerwcu 1932 II/43 pluton odleciał na poligon Biedrusko. Tam ćwiczył z jednostkami DOK nr VII. W sierpniu I/43 pluton odbył ćwiczenia na terenie Pomorza, a III/43 pluton startując z lotnisk Ruda, Rozprza, Częstochowa, Olkusz i Chrzanów, działał na korzyść sztabów ogólnowojskowych  podczas ćwiczeń międzydywizyjnych.
Na przełomie lat 1932 i 1933 eskadra została wyposażona w nowe samoloty Lublin R-XIII.
W lutym 1934 poszczególne plutony ćwiczyły z pułkami 4 Dywizji Piechoty, a w lecie z 16 Dywizją Piechoty i Brygadą Kawalerii „Poznań”. Na szkole ognia ćwiczono z oddziałami 8 Grupy Artylerii.
W styczniu 1935, podczas międzygarnizonowych ćwiczeń zimowych, plutony współpracowały z jednostkami 16 Dywizji Piechoty. ćwiczenia letnie eskadra odbywała w rejonie Włocławka i na poligonie Czerwony Bór.
Wzięła też udział w koncentracji lotnictwa w Warszawie.
W zawodach sportowych 4 pułku lotniczego, w konkurencji „wielobój oddziałowy”, zespół 43 eskadry zajął II miejsce.
W czasie ćwiczeń letnich w 1936, I pluton ćwiczył z 15 Dywizją Piechoty, a II pluton, po ćwiczeniach z 16 Dywizją Piechoty, uczestniczył w koncentracji i manewrach 16. i 4 Dywizji Piechoty. III pluton wspierał oddziały 10 Dywizji Piechoty.
W wyniku reorganizacji lotnictwa, jesienią zaczęto tworzyć 46 eskadrę towarzyszącą. Jednostka została utworzona na bazie  III/43 plutonu. 43 eskadra została zredukowana do 2 plutonów i weszła w skład nowo tworzonego II/4 dywizjonu towarzyszącego.
W lutym 1938 załogi ćwiczyły działania taktyczne, a latem prowadzono strzelania lotnicze na poligonie Toruń.

## Działania 36 eskadry obserwacyjnej w 1939
Zagrożenie militarne ze strony Niemiec spowodowało konieczność intensyfikacji doskonalenia personelu latającego i technicznego. Już od marca 1939 do eskadry wcielano rezerwistów powoływanych indywidualnie kartami MOB.
Przygotowywano też sprzęt lotniczy i tabor samochodowy dla obu plutonów usamodzielniając je taktycznie.

### Mobilizacja eskadry
Mobilizacja eskadry została przeprowadzona w dniach 24 i 25 sierpnia 1939 na macierzystym lotnisku w Toruniu.
W zasadzie było to tylko uzupełnienie wyposażenia technicznego oraz taboru samochodowego, gdyż jednostki bojowe 4 pułku lotniczego osiągnęły wcześniej pełną gotowość bojową ze względu na bliskość granicy z Niemcami.
Od 26 sierpnia personel eskadry przebywał stale na terenie lotniska. Zgodnie z planem I/43 pluton oddany został do dyspozycji dowódcy Armii „Pomorze”, a  II/43 pluton miał podlegać dowódcy Grupy Operacyjnej „Wschód”.
31 sierpnia rzut kołowy eskadry odjechała na lotnisko Toruń-Katarzynki, a samoloty obu plutonów z załogami pozostawały nadal na lotnisku toruńskim.

### Działania eskadry w kampanii wrześniowej
W kampanii wrześniowej eskadra walczyła w składzie lotnictwa Armii „Pomorze”. Na uzbrojeniu pododdziału znajdowało się początkowo siedem samolotów obserwacyjnych Lublin R-XIIID i dwa samoloty łącznikowe RWD-8}.
1 września dowódca eskadry i załogi II/43 plutonu odleciały na lądowisko Niedźwiedź. Samoloty I/43 plutonu pozostawały na lotnisku w Toruniu. Pierwszy lot bojowy wykonali por. obs. Tadeusz Galler i ppor. pil. Andrzej Wojciechowski. Załoga miała sprawdzić, czy zostały wysadzone mosty w Tczewie oraz przekazać rozkaz dla dowódcy 2 batalionu strzelców o wykonaniu podtopień. Po wykonaniu zadania, załoga wróciła na lotnisko.
W tym czasie Luftwaffe bombardowała toruńskie lotnisko. Po kolejnym ataku bombowców, załogi odleciały na lotnisko Katarzynki.
Po południu na rozpoznanie w okolicach Nakła nad Notecią poleciała załoga ppor. Bernard Owczarczak i kpr. pil. Józef Andrzejewski. Samolot został ostrzelany przez własną obronę przeciwlotniczą i przymusowo lądował. Ranny obserwator wrócił po 3 dniach do jednostki, a pilot odwieziony został do szpitala w Bydgoszczy.
Kolejna załoga: ppor. obs. Wieczorek i kpr. pil. Jasiński rozpoznawali odcinek Brodnica–Grudziądz. Zostali ostrzelani przez niemieckie samoloty, a lądując przygodnie, rozbili samolot. Załoga większych obrażeń nie odniosła.
W tym czasie załogi II/43 plutonu prowadziły rozpoznanie na wschodnim brzegu Wisły. Rejon jeziora Święte aż po Freistadt oraz obszar na północ od Jabłonowa rozpoznawała załoga: ppor. obs. Marian Stefański i kpr. Michał Andrzejewski. Po południu sytuację na kierunku Jabłonowo śledzili ppor. obs. Włodzimierz Scheunert i kpr. pil. Kazimierz Gawenda. Obie załogi wróciły na lotnisko z postrzelanymi samolotami.
2 września załoga: por. obs. Eugeniusz Siedlecki i ppor. pil. Andrzej Wojciechowski wykonała lot rozpoznawczy na korzyść sztabu armii. Por. obs. Tadeusz Galler poleciał na RWD-8 z meldunkami do Kwatery Głównej lądując na lotnisku Mokotowskim. Z powodu ciemności, w locie powrotnym, lądował w Płocku, skąd rano następnego dnia przyleciał do Torunia.
W tym dniu II/43 pluton przeniósł się na lądowisko Kiełpin. W południe załoga ppor. Słomiński i ppor. Targowski kierowała ogniem artylerii. W trakcie wykonywania zadania Polacy byli dwukrotnie spędzani przez Messerschmitty asekurujące własny samolot rozpoznawczy. Po południu kpt. Władysław Dawidek i kpr. Ryszard Kopytowski prowadzili rozpoznanie na korzyść dowódcy armii. Tego dnia, z rozkazu dowódcy Pomorskiej Brygady Kawalerii, przyleciały do Torunia 3 samoloty I/46 plutonu, które wraz z załogami wcielono do I/43 plutonu.
3 września por. obs. Eugeniusz Siedlecki z ppor. pil. Jerzym Sobolewskim rozpoznawali na RWD-8 rejon Świecia, a por. obs. Mirosław Pszczółkowski z ppor. pil. Janem Elsnerem patrolowali obszar na zachód od przepraw pod Chełmnem. Po południu por. Tadeusz Jesionowski z kpr. Michałem Andrzejewskim polecieli na rozpoznanie Wisły na odcinkach Fordon–Grudziądz i Gniew–Grudziądz. Załoga wylądowała w rejonie stanowiska dowodzenia 65 pułku piechoty i tam przekazała wyniki rozpoznania.
4 września I/43 pluton przegrupował się na lotnisko Toruń-Podgórz. Stamtąd por. Siedlecki z kpr. Michałem Andrzejewskim rozpoznawali tereny na zachód od Inowrocławia. II/43 pluton przemieścił się na lądowisko Chełmoniec. Stąd wykonał dwa loty rozpoznawcze na korzyść GO „Wschód”.
5 września nastąpiły kolejne zmiany lotnisk. II pluton został przesunięty na lądowisko Jastrzębie i miał nadal pracować dla potrzeb Grupy Operacyjnej generała  Mikołaja Bołtucia z zadaniem rozpoznania ubezpieczeń czołowych wroga. I/43 pluton odszedł na lądowisko Popioły do dyspozycji Grupy Operacyjnej gen. Juliusza Drapelli. Po południu kpt. obs. Władysław Dawidek z kpr. Ryszardem Kopytowskim rozpoznawali rejon Grudziądza, a podporucznicy Wieczorek z Elsnerem współpracowali z artylerią 16 Dywizji Piechoty.
Po południu  ppor. Słomiński z ppor. Targowskim rozpoznawali kolumny na drogach Kowalewo–Chełmża–Unisław–Lubicz. W okolicy Grębocina samolot ostrzelały oddziały własne. Załoga wyszła bez obrażeń. W tym czasie ppor. Stefański i kpr. Gawenda penetrowali drogi Kowalewo–Wąbrzeźno–Golub-Dobrzyń. Wieczorem samoloty II/43 odleciały do Poczałkową. Przy lądowaniu st. sierż. Henryk Rejchel rozbił samolot.
6 września załogi obu plutonów wykonały po kilka zadań rozpoznawczych.
7 września I/43 pluton przegrupował się na lądowisko Walentynowo. Stąd latano między innymi w rejon Torunia rozpoznając na korzyść dowódcy grupy operacyjnej. O zmroku także II/43 pluton zmienił lotnisko – samoloty poleciały do Wieńca.
8 września I pluton wykonał 3 loty rozpoznawcze w rejon Chełmży i 1 lot łącznikowy. Wieczorem przeniósł się na lotnisko Folborz. Natomiast załogi 11/43 odleciały do Łagiewnik.
9 września załoga ppor. Słomiński i st. sierż. Rejchel rozpoznawała drogi Brześć Kujawski–Piotrków Kujawski–Sępólno–Koło. Ponadto miała sprawdzić, czy most na Warcie w Kole jest zniszczony, a w drodze powrotnej rozpoznać po osi Koło–Kłodawa–Krośniewice. Równolegle por. Jesionowski z kpr. M. Andrzejewskim rozpoznawali sytuację na szosie Koło–Strzałkowo. W tym dniu nastąpiło połączenie obu plutonów na lotnisku Lubień
10 września lotów nie wykonywano. W tym dniu eskadra posiadała 4 samoloty R-XIII i 1 niesprawny RWD-8
11 września załoga: ppor. Słomiński z ppor. Targowskim rozpoznawała drogi Kowal–Włocławek–Nieszawa i przeprawy przez Wisłę w okolicy Nieszawy. Na drodze Służewo–Podgórz zauważono drobne patrole nieprzyjaciela. Przepraw nie wykryto. Załoga por. Siedleckiego z ppor. Wojciechowskim rozpoznawała na kierunkach Radziejów i Piotrków Kujawski. Wykryto jedynie mały oddział zmotoryzowany w okolicy Radziejowa. W nocy eskadra zmieniła lotnisko, przechodząc do Piotrkowa.
12 września lotów prawdopodobnie nie było.
13 września por. obs. Pszczółkowski z ppor. pil. Elsnerem polecieli na rozpoznanie rejonu Żyrardów–Łowicz.

Przebieg lotu opisał dowódca eskadry we wniosku odznaczeniowym dla ppor. Elsnera:

Dnia 13 września 1939 roku wykonywał zadanie rozpoznania rejonu na płd. m. Piątek. Przy przelatywaniu linii frontu samolot ostrzelany i jeden pocisk po przebiciu dwóch rur stalowych kadłuba trafił ppor. Elsnera, zatrzymując się w okolicy kręgosłupa. Ppor. Elsner pomimo rany kontynuował lot. Po skończeniu zadania, mimo rozkazu obserwatora nie lądował tuż za linią frontu, lecz na lotnisku eskadry i po wylądowaniu zemdlał. Mimo rany ppor. Elsner wykonał zadanie, które było bardzo ważne w tym czasie. Przez lądowanie na lotnisku ułatwił szybkie dostarczenie meldunku o sytuacji, gdzie poruszanie się po drogach było wprost nie tylko trudne, ale poniekąd niemożliwe. Ranny ppor. Elsner zmarł w szpitalu.

Po południu nastąpiło przesunięcie eskadry na lądowisko Grabów.
14 września eskadra przeniosła się na lotnisko Luszyn. Stąd wykonano 1 lot rozpoznawczy na korzyść dowódcy Armii „Pomorze”.
15 września załoga kpt. Dawidek i kpr. Andrzejewski wystartowała na rozpoznanie zachodniego skraju Puszczy Kampinoskiej. Po wykonaniu zadania załoga wylądowała na Polu Mokotowskim. W tym czasie zostało zbombardowane lotnisko Luszyn. Eskadra przeniosła się na lądowisko we wsi Brzezia. Podczas startu z Luszyna rozbito ostatni samolot 1/43 plutonu.
16 września do Brzezia przyjechał rzut kołowy. Załoga: ppor. Słomiński i ppor. Targowski wykonała lot rozpoznawczy nad południowym rejonem walk. Było to ostatnie zadanie bojowe eskadry.
17 września dowódca eskadry nakazał odlot 3 załogom do Bazy nr 4 w Lublinie. Wystartowali: ppor. obs. Stefański i kpr. pil. Kopytowski. Ich dalszy los nie jest znany. Kolejnym samolotem lecieli: ppor. obs. Słomiński i ppor. pil. Targowski. Z braku paliwa lądowali koło Białej Podlaskiej. Po uzupełnieniu paliwa, dolecieli do Lublina, ale nie zastali tam żadnej jednostki lotniczej. Skierowali się zatem do Lwowa, a następnie do Brzeżan. Tam dołączyli do rzutu kołowego 151 eskadry myśliwskiej i przekroczyli granicę rumuńską w Śniatyniu. Trzecia załoga: ppor. obs. Soltysiński i kpr. pil. Gawenda musiała przymusowo lądować koło Radzynia Podlaskiego. Tam dostała się do niewoli.
| Działania eskadry | Działania eskadry                                                                                   | Działania eskadry                                                                                   | Działania eskadry                                                                                   |
| ----------------- | --------------------------------------------------------------------------------------------------- | --------------------------------------------------------------------------------------------------- | --------------------------------------------------------------------------------------------------- |
|                   | Loty bojowe                                                                                         | w tym łącznikowe                                                                                    | Zestrzelenia                                                                                        |
| 65                | 12                                                                                                  | 0                                                                                                   | |
| Straty eskadry    | | | |
| Polegli           | ppor. Jan Elsner                                                                                    | ppor. Jan Elsner                                                                                    | ppor. Jan Elsner                                                                                    |
| Ranni             | kpr. Józef Andrzejewski                                                                             | kpr. Józef Andrzejewski                                                                             | kpr. Józef Andrzejewski                                                                             |
| sowiecka niewola  | ppor. Marian Antoni Stefański †1940 Charków                                                         | ppor. Marian Antoni Stefański †1940 Charków                                                         | ppor. Marian Antoni Stefański †1940 Charków                                                         |
| Zaginieni         | kpt. Władysław Dawidek, ppor. Tadeusz Soltysiński, kpr. Michał Andrzejewski, kpr. Kazimierz Gawenda | kpt. Władysław Dawidek, ppor. Tadeusz Soltysiński, kpr. Michał Andrzejewski, kpr. Kazimierz Gawenda | kpt. Władysław Dawidek, ppor. Tadeusz Soltysiński, kpr. Michał Andrzejewski, kpr. Kazimierz Gawenda |
| Samoloty          | | | |
| Stan              | Uzupełnienie                                                                                        | Zniszczone                                                                                          | Ewakuacja                                                                                           |
| 7 Lublin R-XIIID  | 3                                                                                                   | 10                                                                                                  | 0                                                                                                   |

## Żołnierze eskadry
| Stopień            | Imię i nazwisko        | Okres                     |
| ------------------ | ---------------------- | ------------------------- |
| kapitan pilot      | Kazimierz Benz         | 1 VII 1929 – 25 X 1930    |
| kapitan pilot      | Jerzy Bohuszewicz      | 25 X1930 – 21 III 1933    |
| kapitan pilot      | Stanisław Krzymowski   | 21 III 1933 – 02 XII 1935 |
| kapitan pilot      | Kazimierz Benz         | 2 XII 1935 – 16 V 1936    |
| kapitan pilot      | Tadeusz Czołowski      | 1 IV 1936 – VII 1936      |
| major pilot        | Roman Rudkowski        | VII 1936 – 01 IX 1937     |
| kapitan pilot      | Roman Rypson           | 1 IX 1937 – 21 III 1938   |
| kapitan obserwator | Władysław Emil Dawidek | 21 III 1938 – 18 IX 1939  |

| Stanowisko    | Stopień, imię i nazwisko           | Przydział we wrześniu 1939 |
| ------------- | ---------------------------------- | -------------------------- |
| dowódca       | kpt. Roman Rypsoń                  |                            |
| dowódca I/43  | por. Tadeusz Pokoniewski           |                            |
| dowódca II/43 | por. Tadeusz Kuryłło               |                            |
| obserwator    | ppor. piech. Bernard Owczarzak     |                            |
| obserwator    | ppor. art. Marian Antoni Stefański |                            |
| pilot         | chor. Cyprian Tomczak              |                            |

| Stanowisko          | Stopień, imię i nazwisko           | Stopień, imię i nazwisko                              |
| ------------------- | ---------------------------------- | ----------------------------------------------------- |
| dowódca eskadry     | kpt. obs. Władysław Emil Dawidek   | kpt. obs. Władysław Emil Dawidek                      |
| szef eskadry        | st. sierż. Kazimierz Stachurski    | st. sierż. Kazimierz Stachurski                       |
|                     | I pluton                           | II pluton                                             |
| dowódcy plutonu     | por. obs. Eugeniusz Siedlecki      | por. obs Tadeusz Stefan Jesionowski                   |
| obserwatorzy        | por. Tadeusz Galler                | ppor. Marian Antoni Stefański                         |
| obserwatorzy        | ppor. Bernard Owczarzak            | ppor. Stanisław Słomiński                             |
| obserwatorzy        | ppor. Przybyłowicz                 | ppor. rez. Tadeusz Edward Sołtysiński                 |
| obserwatorzy        | ppor. rez. Stanisław Wieczorek     | ppor. rez. Włodzimierz Scheunert (Szeunert, Szejnert) |
| piloci              | ppor. rez. Jan Elsner              | ppor. rez. Stanisław Targowski                        |
| piloci              | ppor. Andrzej Wojciechowski        | pchor. rez. Erwin Janusz                              |
| piloci              | kpr. Józef Andrzejewski            | st. sierż. Henryk Rejchel                             |
| piloci              | kpr. Józef Jasiński                | kpr. Michał Andrzejewski                              |
| piloci              | kpr. Jan Rink                      | kpr. Kazimierz Gawenda                                |
| piloci              | kpr. Ryszard Kopytowski            |                                                       |
| szefowie mechaników | st. majster wojsk. Władysław Sztul | mł. majster wojsk. Adam Peimel                        |

## Wypadki lotnicze
- 15 grudnia 1934 w wypadku pod Sokołowem zginęli por. pil. Józef Zacharewicz i por. obs. Bronisław Dubniewicz[41].
- 23 marca 1936 w locie służbowym na samolocie Lublin R-XIII nr 56.26  w okolicach Jachcic zginęła załoga: ppor. obs. Józef Korsak i kpr. pil. Edward Szulc[9].

## Samoloty eskadry
W 1928 na uzbrojeniu eskadry znajdowały się samoloty różnych typów m.in. Potez XV, Potez XXVII, Hanriot 28 i PWS-5.
W 1935 samoloty eskadry otrzymały kolejne numery: od 51T do 66T.
We wrześniu 1939 na uzbrojeniu eskadry znajdowało się 7 samolotów Lublin R.XIII.

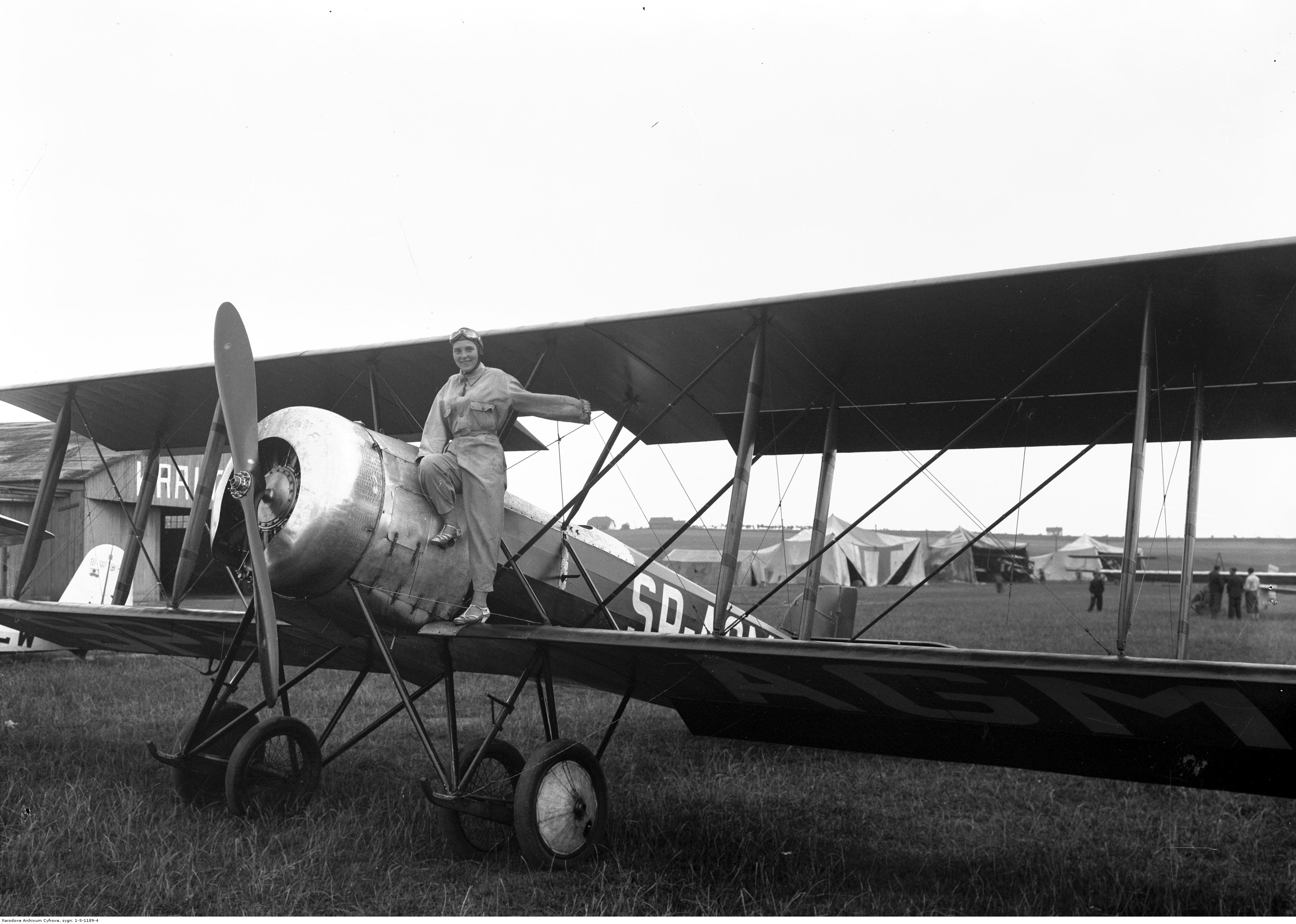
Hanriot H.28
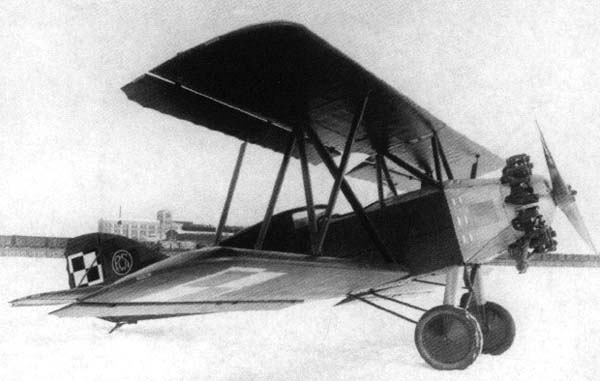
PWS-5
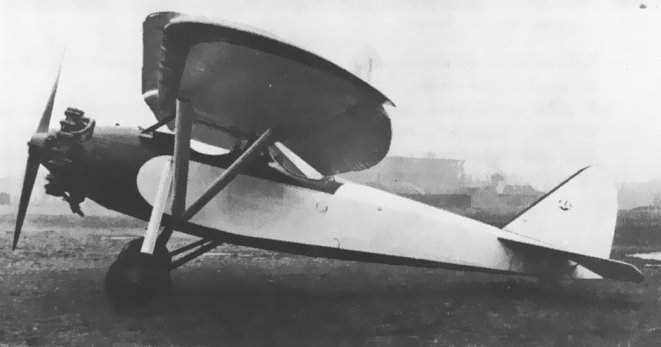
PZL Ł.2
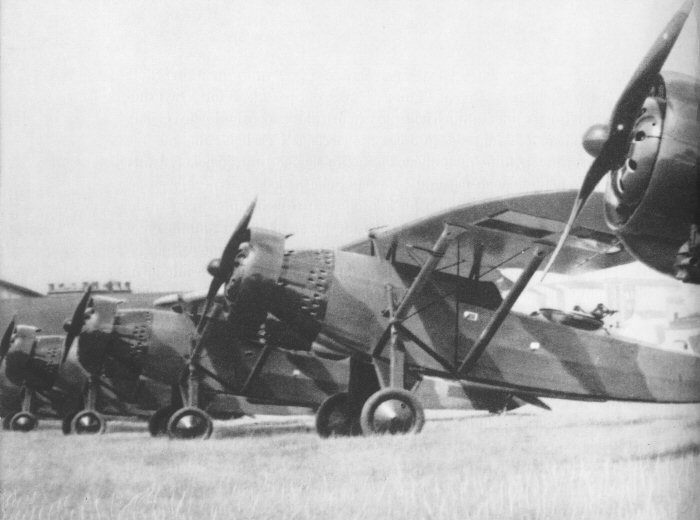
Lublin R.XIII (1933–1939)
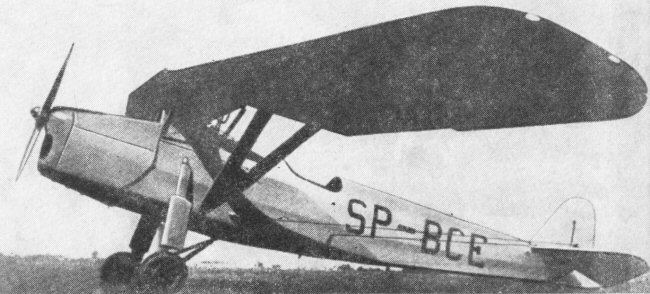
RWD-8 (szkolny)